# Дослідна (зупинний пункт, Південно-Західна залізниця)
До́слідна — пасажирський залізничний зупинний пункт Ніжинського напрямку Київської дирекції Південно-Західної залізниці на лінії Ніжин — Київ-Пасажирський між станцією Носівка (8 км) та зупинним пунктом Володькова Дівиця (6 км). Розташований поблизу села Дослідне Ніжинського району Чернігівської області.

## Історія
Зупинний пункт відкритий 1914 року.
1967 року електрифікований змінним струмом (~25 кВ) в складі дільниці Бровари — Хутір-Михайлівський.